# Enter the Gungeon
Enter the Gungeon é um jogo roguelike e bullet hell 2D desenvolvido pela Dodge Roll e publicado pela Devolver Digital em 2016. O jogo se passa em uma masmorra com temática de armas de fogo chamada "Gungeon" ("Balabirinto", na tradução em português), onde o objetivo é conseguir a "arma que pode matar o passado", usando os quatro diferente personagens chamados de "Gungeoneers" em um mapa gerado de forma procedural. Como outros jogos do gênero roguelike, Enter the Gungeon possui um sistema de morte permanente, fazendo com que os jogadores percam os itens que coletaram na partida anterior e iniciem do primeiro nível. Entre jogatinas, os jogadores se situam em um lugar chamado "A Fenda" onde podem interagir com NPCs e desbloquear novos itens ou iniciar missões.
Desenvolvido por ex-funcionários da Mythic Entertainment e Electronic Arts, a ideia de Enter the Gungeon surgiu quando o desenvolvedor Dave Crooks estava escutando a trilha sonora do jogo Gun Godz. No próximo dia, a palavra "Gungeon" surgiu em sua cabeça. Ele revelou a ideia de um jogo chamado "Enter the Gungeon" para um colega, e durante o almoço eles esboçaram a história do jogo. A Dodge Roll projetou e testou cada sala individual dos níveis do Gungeon e usou a geração procedural para conecta-los em uma configuração aleatória. Muitas das armas foram inspiradas em jogos como Mega Man e Metroid, enquanto outras mecânicas foram implementadas para incentivar os jogadores a utilizar os layouts dos níveis.
Enter the Gungeon foi lançado em 5 de abril de 2016, para Linux, macOS, PlayStation 4 e Windows 10, enquanto as versões para Xbox One e Nintendo Switch foram lançadas em abril e dezembro de 2017. Em junho de 2020, o jogo já havia vendido mais de três milhões de cópias. O jogo recebeu críticas positivas no lançamento, com os críticos comparando-o favoravelmente a The Binding of Isaac e Nuclear Throne. Os críticos elogiaram a criatividade e o design das armas, mas também comentaram sobre a dificuldade do jogo. A Dodge Roll desenvolveu e lançou várias atualizações de conteúdo de 2017 a 2019.
Em 2019, foi lançada uma sequência do gênero plataforma chamada Exit the Gungeon. Em 2023, um jogo de arcade baseado em Enter the Gungeon chamado House of the Gundead foi lançado. O fliperama custa 5.900 dólares.

## Jogabilidade
Enter the Gungeon é um jogo eletrônico na perspectiva top-down com múltiplos elementos do gênero roguelike. No início, o jogador pode controlar quatro personagens, também chamados de Gungeoneers: o Soldado, o Piloto, a Convicta e a Caçadora, que exploram o Gungeon para conseguir a "arma que pode matar o passado" para alterar o seu destino. Cada personagem possui itens e habilidades únicas, mas todos podem usar mecânicas básicas como atirar e utilizar recursos defensivos como o dodge roll (cambalhota, na tradução em português), em que o personagem desvia, se tornando imune a dano temporariamente. O jogador também pode utilizar os "Apagões", que fazem com que todas as balas presentes na tela desapareçam.

O personagem Soldado atirando projéteis nos inimigos.

O Gungeon é composto por cinco câmaras, constituídas por 20 salas diferentes. A disposição do mapa é efetivada utilizando salas feitas a mão e colocando-as de forma procedural. Cada sala possui inimigos chamados "Gundead", que geralmente têm formato de projéteis. Para derrotá-los, o jogador necessita utilizar uma variedade de armas e itens; Obtidos por lojas, baús, chefões, e itens especiais. Para cada oponente derrotado, o jogador pode obter cartuchos, ou mais raramente, chaves. Estes, respectivamente, são usados para adquirir itens e abrir baús. Na conclusão de cada câmara, o jogador precisa derrotar um chefão para progredir. Existem 22 chefões no jogo, que são escolhidos aleatoriamente dependendo das suas câmaras respectivas. Depois de serem derrotados, o jogador consegue créditos de hegemonia, que podem ser usados na Fenda para desbloquear novos itens a serem adquiridos durante a partida. Enter the Gungeon, como outros roguelikes, possui um sistema de morte permanente, em que o jogador necessita reiniciar a jogatina desde o primeiro nível.
Durante as jogatinas, também é possível encontrar personagens não jogáveis, ou NPCs, que podem oferecer missões na Fenda ou abrirem lojas no Gungeon. Também existem NPCs que disponibilizam novos modos de jogo, como o modo Rainbow, que proíbe o uso de baús gerados naturalmente durante a jogatina mas oferece um baú arco-íris a cada câmara.

## Desenvolvimento
O desenvolvimento de Enter the Gungeon começou em 2014, com quatro funcionários da Mythic Entertainment deixando a empresa para realizar seu próprio projeto pouco antes de a empresa encerrar suas atividades no final daquele ano. De acordo com desenvolvedor Dave Crooks, a ideia de Enter the Gungeon surgiu quando ele estava escutando a trilha sonora do jogo Gun Godz feito por Vlambeer, e no próximo dia, a palavra "Gungeon", uma aglutinação de "Gun" (arma) e "Dungeon" (masmorra), surgiu em sua cabeça. Ele revelou a ideia de um jogo chamado "Enter the Gungeon" para seus colegas, e durante o almoço eles esboçaram a história do jogo. Em seguida, eles passaram as semanas seguintes desenvolvendo protótipos da mecânica do jogo. Embora Crooks tenha afirmado que The Binding of Isaac é a maior inspiração do jogo, eles também foram influenciados por Nuclear Throne, Spelunky, Dark Souls e Metal Gear Solid.
As masmorras no jogo inicialmente iriam ser totalmente geradas de forma procedural, porém a Dodge Roll percebeu que o jogo seria melhor se as salas fossem feitas a mão e conectadas em uma masmorra utilizando um sistema de geração aleatório, inspirado por The Legend of Zelda e Dungeons & Dragons. Os desenhos das armas foram feitos ao longo de dois anos de desenvolvimento, com a maioria dos desenhos feitos pelo artista da equipe Joe Harty; Várias armas foram inspiradas em outros jogos e consoles, como a Light Gun que é inspirada no Zapper do NES, e a Mega Hand inspirada no Mega Man. Os designs dos personagens chefões foram feitos por uma combinação de ideias de Crooks e Harty, que foram então apresentadas ao programador de jogabilidade David Rubel para determinar os padrões de ataque apropriados de bullet hell associados a essa ideia.
A mecânica do jogo dodge roll foi inspirada em uma mecânica semelhante à de Ikaruga, que permitia com que os jogadores consigam desviar de um número massivo de balas ao mesmo tempo, e aproveitou as ideias usadas em Dark Souls para que o personagem se esquivasse dos ataques. Dave Crooks afirmou que o grupo amou tanto essa mecânica que nomeou a empresa com esse nome. Da mesma forma, eles incluíram recursos ambientais utilizáveis, como virar mesas ou derrubar lustres nos inimigos para incentivar o jogador a interagir e usar o ambiente em seu próprio benefício. Em um determinado momento, o jogo já teve um sistema de recarga ativa similar ao do jogo Gears of War, em que era necessário apertar um botão na hora certa durante a recarga para aumentar o dano causado pelos projéteis recarregados, mas essa mecânica foi retirada e substituída pela habilidade de um item pois os desenvolvedores concluíram que os jogadores já se distraiam com outros elementos do jogo.

## Lançamento
Enter the Gungeon foi anunciado em dezembro de 2014, na Playstation Experience. Em 2 de março de 2016, foi feito um anúncio que o jogo seria lançado em dia 5 de abril de 2016. Em 5 de abril de 2017, Enter the Gungeon lançou para Xbox One, juntamente com suporte a jogabilidade multiplataforma e compra-cruzada. O jogo lançou para Nintendo Switch em 14 de dezembro para a América do Norte e 18 de dezembro para a Europa. As versões do jogo para Google Stadia e Amazon Luna foram lançadas em dezembro de 2020 e setembro de 2021, respectivamente.

### Atualizações
O jogo recebeu um número substancial de atualizações gratuitas, a primeira delas sendo a atualização "Supply Drop", lançada em 26 de Janeiro de 2017. Esta atualização adicionou 33 novas armas e itens, sete novos tipos de inimigos, um novo chefão para a terceira câmara e a habilidade de salvar e sair, entre outros recursos. A próxima atualização foi lançada em 19 de julho de 2018, sendo chamada "Advanced Gungeons & Draguns". A atualização adicionou recursos como novas armas, chefões, inimigos e disposições de salas, incluindo a habilidade de deslizar sobre mesas. Enquanto a empresa Dodge Roll trabalhava em uma expansão paga, o grupo decidiu cancelar o desenvolvimento para focar em um próximo jogo. A expansão foi cancelada porque Enter the Gungeon havia "fundações instáveis", e de acordo com a Dodge Roll, estava frustrante fazer novas atualizações para o jogo. Por essa razão, a Dodge Roll decidiu lançar uma atualização final menor em escala e gratuita, chamada "Farewell to Arms". Lançada em 5 de abril de 2019. Ela corrigiu bugs persistentes, incluiu dois novos personagens ao jogo, adicionou novas armas, itens e um novo NPC.

## Recepção
De acordo com o sítio agregador de avaliações Metacritic, Enter the Gungeon recebeu avaliações "geralmente favoráveis". Críticos constantemente compararam o jogo com outros jogos do gênero roguelike, como The Binding of Isaac e Nuclear Throne. Jed Whitaker da Destructoid comentou que Enter the Gungeon "pega as masmorras de Zelda, combina-as com a jogabilidade e a dificuldade de Nuclear Throne e aplica uma camada de tinta original para criar o jogo mais polido e viciante deste ano."
A dificuldade do jogo foi mencionada frequentemente. Jake Tucker de PC Gamer constatou que o jogo é "É um dos jogos de tiro da perspectiva de cima para baixo mais difíceis que já joguei em muito tempo". Joshua Vanderwall de The Escapist considerou a curva de aprendizado da mecânica do jogo geralmente justa, mas considerou alguns dos inimigos e chefes frustrantes.
Críticos elogiaram a variedade e criatividade das diferentes armas do jogo, porém criticaram a geração frequente de armas convencionais. Cassidee Moser da GameSpot afirmou que "A balança pende para o lado de o jogador encontrar uma arma mais comum ou medíocre em uma grande porcentagem das vezes (...) muitas parecem variações de sua arma inicial". Vince Ingenito da IGN se sentiu desapontado em relação a constante geração de armas "desinteressantes", mas elogiou os efeitos sonoros, as referências a cultura popular, além de seus estilos.

### Vendas
Na sua primeira semana, Enter the Gungeon vendeu mais de 200 mil cópias. Até Janeiro de 2017, vendas atingiram mais de 800 mil. Em janeiro de 2020, o jogo as vendas do jogo haviam totalizado mais de 3 milhões de unidades.

## Sequências
Em 19 de Setembro de 2019, uma sequência para Enter the Gungeon chamada Exit the Gungeon lançou para Apple Arcade. Enquanto o jogo original é sobre explorar e descer o Gungeon, a sequência é sobre subir e escapar do Gungeon que está desmoronando, ascendendo pelos níveis 2D. A jogabilidade da sequência também é diferente, sendo do gênero Plataforma diferente do original que é do gênero Roguelike.
Em 2023, uma spin-off de arcade do jogo foi lançada, chamada de House of the Gundead. O arcade custa 5.900 dólares.